# An-Nasr (Zeitung)
An-Nasr (arabisch النصر, DMG an-Naṣr) ist eine algerische Tageszeitung, die erste Ausgabe erschien am 28. September 1963.
Seit 1973 erscheint die Zeitung auf Arabisch. Die Zeitung wurde nach der 110. Sure des Korans („Die Unterstützung“) benannt.